# Dr. House (5. řada)
Pátá řada seriálu Dr. House následovala po čtvrté řadě a předcházela šesté řadě seriálu Dr. House. Má celkem 24 dílů a byla premiérově vysílána od září 2008 do května 2009.

## Díly
| Č. v seriálu                                                                                            | Č. v řadě | Původní název            | Český název            | Režie                | Scénář                                       | Premiéra v USA     | Premiéra v ČR      |
| --- | --------- | ------------------------ | ---------------------- | -------------------- | -------------------------------------------- | ------------------ | ------------------ |
| 87 | 1         | Dying Changes Everything | Umírání všechno mění   | Deran Sarafian       | Eli Attie                                    | 16. září 2008      | 7. září 2009       |
| Konečná diagnóza: difúzní lepra                                                                         |           |                          |                        |                      |                                              |                    |                    |
| 88 | 2         | Not Cancer               | Nerakovina             | David Straiton       | David Shore a Lawrence Kaplow                | 23. září 2008      | 14. září 2009      |
| Konečná diagnóza: transplantované kmenové buňky rakoviny                                                |           |                          |                        |                      |                                              |                    |                    |
| 89 | 3         | Adverse Events           | Nežádoucí účinky       | Andrew Bernstein     | Carol Green a Dustin Paddock                 | 30. září 2008      | 21. září 2009      |
| Konečná diagnóza: masívní příjem léku kvůli bezoáru                                                     |           |                          |                        |                      |                                              |                    |                    |
| 90 | 4         | Birthmarks               | Mateřská znaménka      | David Platt          | Doris Egan a David Foster                    | 14. října 2008     | 28. září 2009      |
| Konečná diagnóza: otrava železem způsobená kovovými jehlicemi v mozku                                   |           |                          |                        |                      |                                              |                    |                    |
| 91 | 5         | Lucky Thirteen           | Šťastná třináctka      | Greg Yaitanes        | Liz Friedman a Sara Hess                     | 21. října 2008     | 5. října 2009      |
| Konečná diagnóza: Sjögrenův syndrom                                                                     |           |                          |                        |                      |                                              |                    |                    |
| 92 | 6         | Joy                      | Polibek na dobrou noc  | Deran Sarafian       | David Hoselton                               | 28. října 2008     | 12. října 2009     |
| Konečná diagnóza: familiární středomořská horečka (Jerry a Samantha), plícní hypoplázie (Joy)           |           |                          |                        |                      |                                              |                    |                    |
| 93 | 7         | The Itch                 | Proč to nejde          | Greg Yaitanes        | Peter Blake                                  | 11. listopadu 2008 | 19. října 2009     |
| Konečná diagnóza: otrava olovem                                                                         |           |                          |                        |                      |                                              |                    |                    |
| 94 | 8         | Emancipation             | Na vlastních nohách    | Jim Hayman           | Pamela Davis a Leonard Dick                  | 18. listopadu 2008 | 26. října 2009     |
| Konečná diagnóza: akutní promyelocytová leukémie (Sophia), otrava železem (Jonah)                       |           |                          |                        |                      |                                              |                    |                    |
| 95 | 9         | Last Resort              | Poslední možnost       | Katie Jacobsová      | Matthew V. Lewis a Eli Attie                 | 25. listopadu 2008 | 2. listopadu 2009  |
| Konečná diagnóza: melioidóza                                                                            |           |                          |                        |                      |                                              |                    |                    |
| 96 | 10        | Let Them Eat Cake        | Ať jedí koláče         | Deran Sarafian       | Russel Friend a Garrett Lerner               | 2. prosince 2008   | 9. listopadu 2009  |
| Konečná diagnóza: dědičná koproporfýrie                                                                 |           |                          |                        |                      |                                              |                    |                    |
| 97 | 11        | Joy to the World         | Radujme se, veselme se | David Straiton       | Peter Blake                                  | 9. prosince 2008   | 16. listopadu 2009 |
| Konečná diagnóza: poporodní eklampsie                                                                   |           |                          |                        |                      |                                              |                    |                    |
| 98 | 12        | Painless                 | Bez bolesti            | Andrew Bernstein     | Thomas L. Moran a Eli Attie                  | 19. ledna 2009     | 23. listopadu 2009 |
| Konečná diagnóza: epilepsie                                                                             |           |                          |                        |                      |                                              |                    |                    |
| 99 | 13        | Big Baby                 | Velké dítě             | Deran Sarafian       | Lawrence Kaplow a David Foster               | 26. leden 2009     | 10. února 2010     |
| Konečná diagnóza: otevřená tepenná dučej                                                                |           |                          |                        |                      |                                              |                    |                    |
| 100 | 14        | The Greater Good         | V zájmu vyššího dobra  | Leslie Linka Glatter | Sara Hess                                    | 2. únor 2009       | 17. února 2010     |
| Konečná diagnóza: ektopická endometrióza                                                                |           |                          |                        |                      |                                              |                    |                    |
| 101 | 15        | Unfaithful               | Nevěřící               | Greg Yaitanes        | David Hoselton                               | 16. únor 2009      | 24. února 2010     |
| Konečná diagnóza: Wiskott-Aldrich syndrom                                                               |           |                          |                        |                      |                                              |                    |                    |
| 102 | 16        | The Softer Side          | Něžnější polovička     | Deran Sarafian       | Liz Friedman                                 | 23. února 2009     | 3. března 2010     |
| Konečná diagnóza: selhání ledvin způsobené dehydratací a kontrastní látkou z magnetické rezonance (MRI) |           |                          |                        |                      |                                              |                    |                    |
| 103 | 17        | The Social Contract      | Společenská dohoda     | Andrew Bernstein     | Doris Egan                                   | 9. března 2009     | 10. března 2010    |
| Konečná diagnóza: autoimunita způsobena Doege-Potter syndromem                                          |           |                          |                        |                      |                                              |                    |                    |
| 104 | 18        | Here Kitty               | Čiči čiči              | Juan J. Campanella   | Peter Blake                                  | 16. březen 2009    | 17. března 2010    |
| Konečná diagnóza: karcinoid apendixu                                                                    |           |                          |                        |                      |                                              |                    |                    |
| 105 | 19        | Locked In                | Vězeň ve vlastním těle | Dan Attias           | Russel Friend, Garrett Lerner & David Foster | 30. březen 2009    | 24. března 2010    |
| Konečná diagnóza: leptospiróza způsobující syndrom uzamčení                                             |           |                          |                        |                      |                                              |                    |                    |
| 106 | 20        | Simple Explanation       | Jednoduché vysvětlení  | Greg Yaitanes        | Leonard Dick                                 | 6. duben 2009      | 31. března 2010    |
| Konečná diagnóza: leishmanióza (Charlotte), blastomykóza (Eddie), sebevražda (Kutner)                   |           |                          |                        |                      |                                              |                    |                    |
| 107 | 21        | Saviors                  | Ochránci               | Matthew Penn         | Eli Attie a Thomas L. Moran                  | 13. duben 2009     | 7. dubna 2010      |
| Konečná diagnóza: sporotrichóza                                                                         |           |                          |                        |                      |                                              |                    |                    |
| 108 | 22        | A House Divided          | Rozdvojený House       | Greg Yaitanes        | Liz Friedman a Matthew V. Lewis              | 27. duben 2009     | 14. dubna 2010     |
| Konečná diagnóza: sarkoidóza                                                                            |           |                          |                        |                      |                                              |                    |                    |
| 109 | 23        | Under My Skin            | Pod kůží               | David Straiton       | Lawrence Kaplow a Pamela Davis               | 4. květen 2009     | 21. dubna 2010     |
| Konečná diagnóza: kapavka                                                                               |           |                          |                        |                      |                                              |                    |                    |
| 110 | 24        | Both Sides Now           | Na obou stranách       | Greg Yaitanes        | Doris Egan                                   | 11. květen 2009    | 28. dubna 2010     |
| Konečná diagnóza: otrava propylenglykolem (Scott), karcinom slinivky břišní (Eugene), psychóza (House)  |           |                          |                        |                      |                                              |                    |                    |